# Альтамура
Альтаму́ра (итал. Altamura) — город в Италии, расположен в регионе Апулия, подчинён административному центру Бари.
Население составляет 69 027 человек (на 2009 г.), плотность населения составляет 147 чел./км². Занимает площадь 427 км². Почтовый индекс — 70022. Телефонный код — 00080.
В городе 15 августа особо празднуется Успение Пресвятой Богородицы. Покровителями города почитаются святой Иосиф Обручник и святая Ирина из Лечче, праздник города ежегодно празднуется 5 мая.

## Города-побратимы
- Лучера, Италия
- Модика, Италия
- Кастеллана-Сикула, Италия

## Неандерталец из Альтамуры
В 1993 году в карстовой пещере Ламалунга спелеологами был обнаружен человек из Альтамуры. Возраст покрывавших кости 4 кальцитовых образцов уран-ториевым методом методом был оценён в 130,1—172 тысячи лет. Расшифровка митохондриальной ДНК показала, что это взрослый неандерталец, который близок к неандертальцам из Эль-Сидрона. Объём головного мозга неандертальца из Ламалунги равен 1190 см³, что меньше чем у неандертальца Апидима-2 (1290 см³) и у пяти неандертальцев из Крапины (1306,4±105,49 см³), но больше чем у неандертальца Саккопасторе-1 (1174 см³), тогда как у поздних классических неандертальцев объём мозга достигал 1463,13±168,02 см³.